# Christiane fidei religio
Christiane fidei religio (La foi chrétienne dans la religion...) est une bulle pontificale fulminée en 1154 par le pape Anastase IV dans laquelle le pape confirme ajouter à la règle les privilèges et les droits additionnels des Hospitaliers de l'ordre de Saint-Jean de Jérusalem. Ce texte, plaçant l'Ordre sous l'autorité directe du pape, contient des dispositions relatives à le réceptions de conjoints, à la relation avec les autres ordres et à la consécration d'églises et d'autels. Cette bulle eut valeur de texte fondateur de l'Ordre.